# Ypthima clinia
Ypthima clinia är en fjärilsart som beskrevs av Charles Oberthür 1891. Ypthima clinia ingår i släktet Ypthima och familjen praktfjärilar. Inga underarter finns listade i Catalogue of Life.